# Marc Neerman
Marcel Jules Emma Neerman (Lokeren, 1900 – Gent, 1944) was een Vlaams architect, gekend voor zijn architectuur ontwerpen in art-decostijl. Neerman staat bekend als een art-decopionier in Sint-Niklaas, die sterk aanleunde bij de Amsterdamse school. Hij stierf op 44-jarige leeftijd.

## Biografie
Neerman werd gevormd in Antwerpen en te Gent, bij Oscar Van de Voorde en Frans Van Dijk. Hij behield een nauwe band met het Waasland, specifiek met Sint-Niklaas, waar hij mee de Koninklijke Wase Kunstkring oprichtte. In Sint-Niklaas staan twee van zijn bekendste werken: de apotheek Tuypens-Van Reusel en het burgerhuis Van Der Hauweert. Ook ontwierp hij de arduinen grafzerk van de familie Verbreyt, op Tereken.
Hij verwerkte verschillende materialen zoals metaal, bakstenen en gekleurd glas in zijn gevels, zoals hij deed bij het Mercator & Noordstar.
Verschillende van zijn panden zijn opgenomen als beschermd monument.

## Galerij

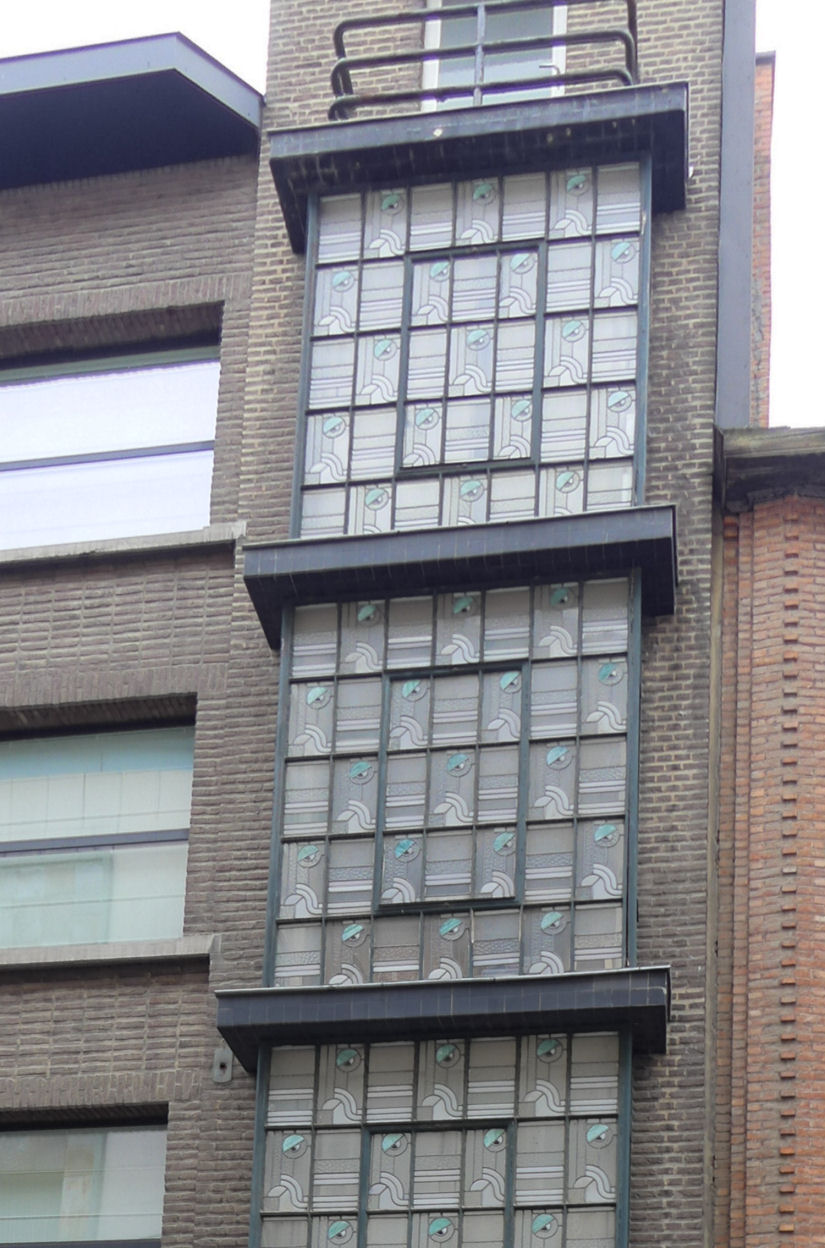
Burgerhuis Van Der Hauweert
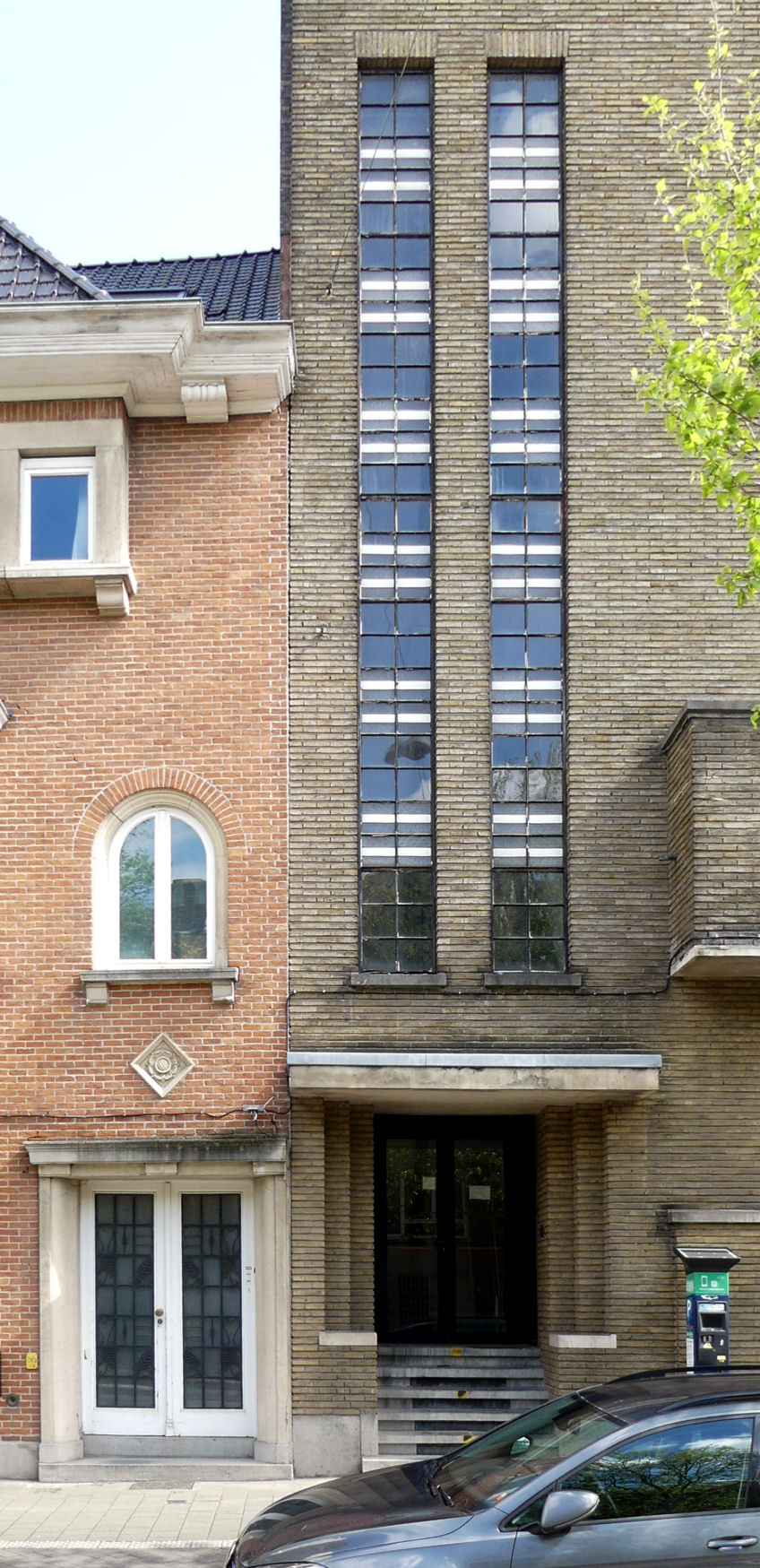
Detail gevel, Gent.
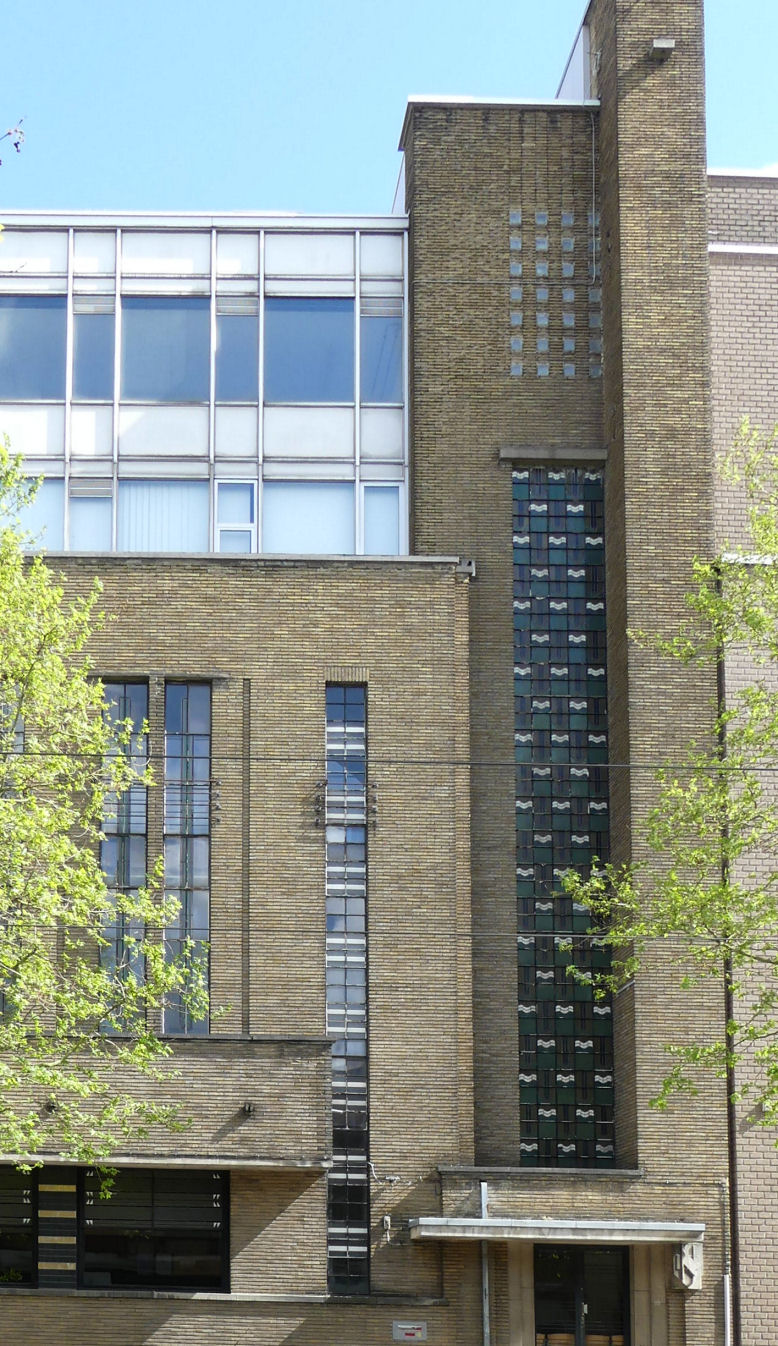
Gent, lichtzuil met gekleurd glaswerk
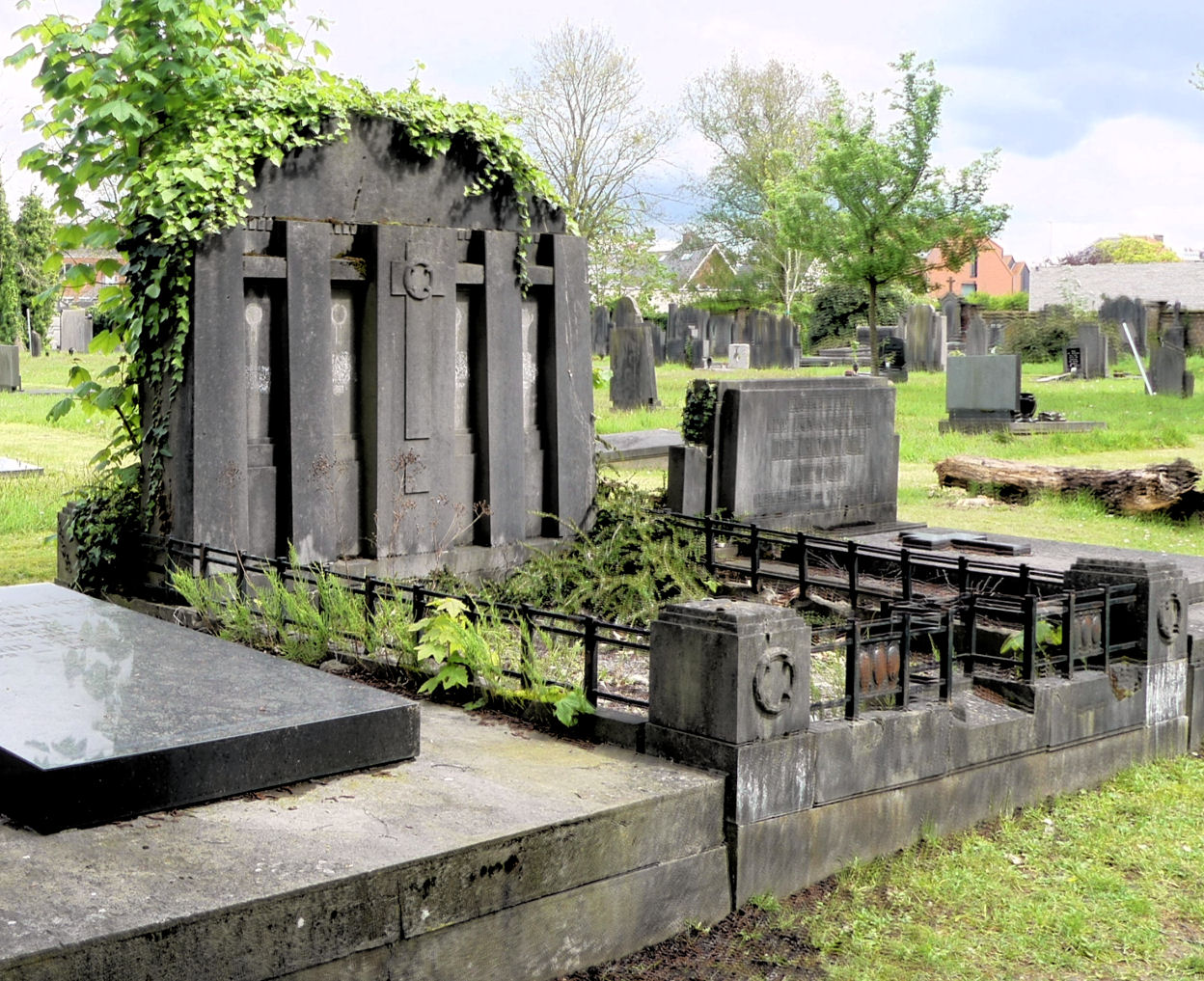
Graf van de familie Verbreyt, Tereken.
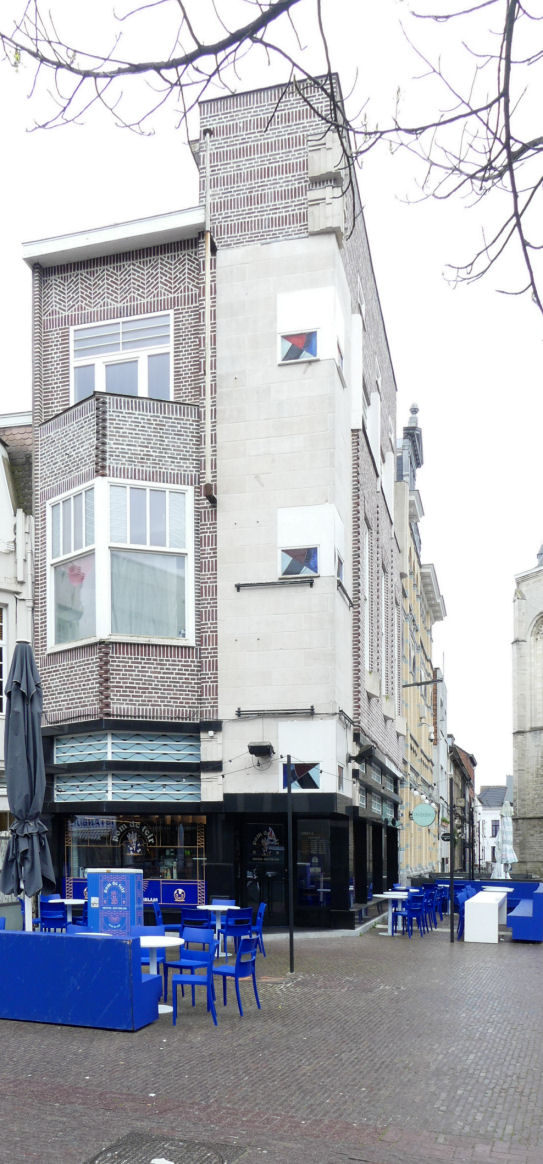
Voorgevel apotheek Tuypens-Van Reusel
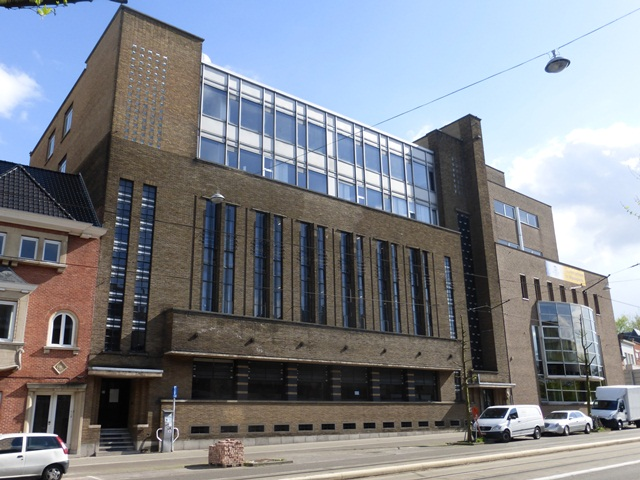
Gent, Mercatorgebouw.